# Brighton Pavilion (circonscription du Parlement britannique)
Circonscription parlementaire de la Chambre des communes
La circonscription de Brighton Pavilion est une circonscription parlementaire britannique. Située dans l'East Sussex, elle couvre une partie de la ville de Brighton.
Cette circonscription a été créée en 1950 à partir de l'ancienne circonscription de Brighton. Depuis 2010, elle est représentée à la Chambre des communes du Parlement britannique par Caroline Lucas, du Parti vert.

## Membres du Parlement
| Élection | Élection      | Membre          | Membre | Parti        |
| -------- | ------------- | --------------- | ------ | ------------ |
|          | 1950          | William Teeling |        | Conservateur |
| 1969     | Julian Amery  |                 |        | Conservateur |
| 1992     | Derek Spencer |                 |        | Conservateur |
|          | 1997          | David Lepper    |        | Labour Co-op |
|          | 2010          | Caroline Lucas  |        | Green        |

## Élections

Résultats élection Brighton Pavilion

### Élections dans les années 2010
| Parti         | Parti                | Candidat       | Voix   | %    | ±    |
| ------------- | -------------------- | -------------- | ------ | ---- | ---- |
|               | Green                | Caroline Lucas | 33,151 | 57,2 | +4.9 |
|               | Travailliste         | Adam Imanpour  | 13,211 | 22,8 | –4.0 |
|               | Conservateur         | Emma Hogan     | 10,176 | 17,5 | –1.7 |
|               | Brexit               | Richard Milton | 770    | 1,3  | N/A  |
|               | Monster Raving Loony | Citizen Skwith | 301    | 0,5  | N/A  |
|               | Indépendant          | Bob Dobbs      | 212    | 0,4  | N/A  |
|               | UKIP                 | Nigel Furness  | 177    | 0,3  | –0.8 |
| Majorité      | Majorité             | Majorité       | 19,940 | 34,4 | +8.9 |
| Participation | Participation        | Participation  | 57,998 | 73,4 | –3.1 |
|               | Green retenir        | Green retenir  | Swing  |      |      |

| Parti         | Parti         | Candidat       | Voix   | %    | ±     |
| ------------- | ------------- | -------------- | ------ | ---- | ----- |
|               | Green         | Caroline Lucas | 30,149 | 52,3 | +10.5 |
|               | Travailliste  | Solomon Curtis | 15,450 | 26,8 | -0.5  |
|               | Conservateur  | Emma Warman    | 11,082 | 19,2 | -3.6  |
|               | UKIP          | Ian Buchanan   | 630    | 1,1  | -3.9  |
|               | Indépendant   | Nick Yeomans   | 376    | 0,7  | +0.5  |
| Majorité      | Majorité      | Majorité       | 14,699 | 25,5 | +10.9 |
| Participation | Participation | Participation  | 57,687 | 76,4 | +5.0  |
|               | Green retenir | Green retenir  | Swing  | +5.5 |       |

| Parti         | Parti             | Candidat          | Voix   | %    | ±     |
| ------------- | ----------------- | ----------------- | ------ | ---- | ----- |
|               | Green             | Caroline Lucas    | 22,871 | 41,8 | +10.5 |
|               | Travailliste      | Purna Sen         | 14,904 | 27,3 | −1.7  |
|               | Conservateur      | Clarence Mitchell | 12,448 | 22,8 | −0.9  |
|               | UKIP              | Nigel Carter      | 2,724  | 5,0  | +3.2  |
|               | Libéral Démocrate | Chris Bowers      | 1,525  | 2,8  | −11.0 |
|               | Indépendant       | Nick Yeomans      | 116    | 0,2  | N/A   |
|               | Socialiste (GB)   | Howard Pilott     | 88     | 0,2  | N/A   |
| Majorité      | Majorité          | Majorité          | 7,967  | 14,6 | +12.2 |
| Participation | Participation     | Participation     | 54,676 | 71,4 | +1.4  |
|               | Green retenir     | Green retenir     | Swing  | +6.1 |       |

| Parti         | Parti                                   | Candidat                               | Voix   | %    | ±    |
| ------------- | --------------------------------------- | -------------------------------------- | ------ | ---- | ---- |
|               | Green                                   | Caroline Lucas                         | 16,238 | 31,3 | +9.4 |
|               | Travailliste                            | Nancy Platts                           | 14,986 | 28,9 | −7.5 |
|               | Conservateur                            | Charlotte Vere                         | 12,275 | 23,7 | −0.2 |
|               | Libéral Démocrate                       | Berni Millam                           | 7,159  | 13,8 | −2.7 |
|               | UKIP                                    | Nigel Carter                           | 948    | 1,8  | +0.6 |
|               | Socialiste Travailliste                 | Ian Fyvie                              | 148    | 0,3  | −0.0 |
|               | Citizens for Undead Rights and Equality | Soraya Kara                            | 61     | 0,1  | N/A  |
|               | Indépendant                             | Leo Atreides                           | 19     | 0,0  | N/A  |
| Majorité      | Majorité                                | Majorité                               | 1,252  | 2,4  |      |
| Participation | Participation                           | Participation                          | 51,834 | 70,0 | +7.7 |
|               | Green vainqueur sur Travailliste Co-op  | Green vainqueur sur Travailliste Co-op | Swing  | +8.4 |      |

### Élections dans les années 2000
| Parti         | Parti                            | Candidat                   | Voix   | %    | ±     |
| ------------- | -------------------------------- | -------------------------- | ------ | ---- | ----- |
|               | Labour Co-op                     | David Lepper               | 15,427 | 35,4 | −13.3 |
|               | Conservateur                     | Mike Weatherley            | 10,397 | 23,9 | −1.2  |
|               | Green                            | Keith Taylor               | 9,530  | 21,9 | +12.6 |
|               | Libéral Démocrate                | Hazel Thorpe               | 7,171  | 16,5 | +3.4  |
|               | UKIP                             | Kimberley Crisp-Comotto    | 508    | 1,2  | +0.3  |
|               | Alliance pour le socialisme vert | Tony Greenstein            | 188    | 0,4  | N/A   |
|               | Socialiste Travailliste          | Ian Fyvie                  | 152    | 0,3  | −1.1  |
|               | Indépendant                      | Christopher Rooke          | 122    | 0,3  | N/A   |
|               | Indépendant                      | Keith Jago                 | 44     | 0,1  | N/A   |
| Majorité      | Majorité                         | Majorité                   | 5,030  | 11,5 | −12.1 |
| Participation | Participation                    | Participation              | 43,580 | 64,0 | +5.5  |
|               | Travailliste Co-op retenir       | Travailliste Co-op retenir | Swing  | −6.0 |       |

| Parti         | Parti                      | Candidat                   | Voix   | %    | ±     |
| ------------- | -------------------------- | -------------------------- | ------ | ---- | ----- |
|               | Travailliste Co-op         | David Lepper               | 19,846 | 48,7 | −5.9  |
|               | Conservateur               | David Gold                 | 10,203 | 25,1 | −2.6  |
|               | Libéral Démocrate          | Ruth Berry                 | 5,348  | 13,1 | +3.6  |
|               | Green                      | Keith Taylor               | 3,806  | 9,3  | +6.7  |
|               | Socialiste Travailliste    | Ian Fyvie                  | 573    | 1,4  | N/A   |
|               | Free Party                 | Bob Dobbs                  | 409    | 1,0  | N/A   |
|               | UKIP                       | Stuart Hutchin             | 361    | 0,9  | +0.5  |
|               | ProLife Alliance           | Marie Paragallo            | 177    | 0,4  | N/A   |
| Majorité      | Majorité                   | Majorité                   | 9,643  | 23,6 | −3.3  |
| Participation | Participation              | Participation              | 40,723 | 58,5 | −14.9 |
|               | Travailliste Co-op retenir | Travailliste Co-op retenir | Swing  |      |       |

### Élections dans les années 1990
| Parti         | Parti                                         | Candidat                                      | Voix   | %    | ±     |
| ------------- | --------------------------------------------- | --------------------------------------------- | ------ | ---- | ----- |
|               | Travailliste Co-op                            | David Lepper                                  | 26,737 | 54,6 | +16.3 |
|               | Conservateur                                  | Derek Spencer                                 | 13,556 | 27,7 | −18.9 |
|               | Libéral Démocrate                             | Kenneth Blanshard                             | 4,644  | 9,5  | −3.2  |
|               | Référendum                                    | Peter Stocken                                 | 1,304  | 2,7  | N/A   |
|               | Green                                         | Peter West                                    | 1,249  | 2,6  | +0.4  |
|               | Conservateur indépendant                      | Richard Huggett                               | 1,098  | 2,2  | N/A   |
|               | UKIP                                          | Frank Stevens                                 | 179    | 0,4  | N/A   |
|               | Indépendant                                   | Bob Dobbs                                     | 125    | 0,3  | N/A   |
|               | Rainbow Dream Ticket                          | Alan Card                                     | 59     | 0,1  | N/A   |
| Majorité      | Majorité                                      | Majorité                                      | 13,181 | 26,9 | +18.6 |
| Participation | Participation                                 | Participation                                 | 48,952 | 73,4 | −3.4  |
|               | Travailliste Co-op vainqueur sur Conservateur | Travailliste Co-op vainqueur sur Conservateur | Swing  | 15.4 |       |

| Parti         | Parti                | Candidat             | Voix   | %    | ±     |
| ------------- | -------------------- | -------------------- | ------ | ---- | ----- |
|               | Conservateur         | Derek Spencer        | 20,630 | 46,6 | −4.2  |
|               | Travailliste Co-op   | David Lepper         | 16,955 | 38,3 | +8.6  |
|               | Libéral Démocrate    | Tom Pearce           | 5,606  | 12,7 | -6.8  |
|               | Green                | Iain Brodie          | 963    | 2,2  | N/A   |
|               | Natural Law          | Eileen Turner        | 103    | 0,2  | +0.2  |
| Majorité      | Majorité             | Majorité             | 3,675  | 8,3  | −12.8 |
| Participation | Participation        | Participation        | 44,255 | 76,8 | +3.1  |
|               | Conservateur retenir | Conservateur retenir | Swing  | −6.4 |       |

### Élections dans les années 1980
| Parti         | Parti                | Candidat             | Voix   | %    | ±    |
| ------------- | -------------------- | -------------------- | ------ | ---- | ---- |
|               | Conservateur         | Julian Amery         | 22,056 | 50,8 | −0.7 |
|               | Travailliste         | Dave Hill            | 12,914 | 29,7 | +5.8 |
|               | Social Démocratique  | Kevin Carey          | 8,459  | 19,5 | −5.1 |
| Majorité      | Majorité             | Majorité             | 9,142  | 21,1 | −5.8 |
| Participation | Participation        | Participation        | 43,416 | 73,7 | +4.4 |
|               | Conservateur retenir | Conservateur retenir | Swing  |      |      |

| Parti         | Parti                | Candidat             | Voix   | %    | ±    |
| ------------- | -------------------- | -------------------- | ------ | ---- | ---- |
|               | Conservateur         | Julian Amery         | 21,323 | 51,5 | −2.2 |
|               | Social Démocratique  | Michael Neves        | 10,191 | 24,6 | N/A  |
|               | Travailliste         | Harold Spillman      | 9,879  | 23,9 | −5.4 |
| Majorité      | Majorité             | Majorité             | 11,132 | 26,9 | +2.5 |
| Participation | Participation        | Participation        | 41,390 | 69,3 | −3.3 |
|               | Conservateur retenir | Conservateur retenir | Swing  |      |      |

### Élections dans les années 1970
| Parti         | Parti                | Candidat             | Voix   | %    | ±    |
| ------------- | -------------------- | -------------------- | ------ | ---- | ---- |
|               | Conservateur         | Julian Amery         | 22,218 | 53,7 | +5.3 |
|               | Travailliste         | Dave Hill            | 12,099 | 29,3 | −0.3 |
|               | Liberal              | D. Venables          | 5,965  | 14,4 | −7.6 |
|               | Ecologie             | J Beale              | 638    | 1,5  | N/A  |
|               | National Front       | H Jones              | 436    | 1,1  | N/A  |
| Majorité      | Majorité             | Majorité             | 10,119 | 24,4 | +5.6 |
| Participation | Participation        | Participation        | 41,355 | 72,6 | +4.0 |
|               | Conservateur retenir | Conservateur retenir | Swing  |      |      |

| Parti         | Parti                | Candidat             | Voix   | %    | ±    |
| ------------- | -------------------- | -------------------- | ------ | ---- | ---- |
|               | Conservateur         | Julian Amery         | 19,041 | 48,4 | -2.1 |
|               | Travailliste         | G W Humphrey         | 11,624 | 29,6 | +3.6 |
|               | Liberal              | D Venables           | 8,648  | 22,0 | -0.5 |
| Majorité      | Majorité             | Majorité             | 7,417  | 18,8 | -5.7 |
| Participation | Participation        | Participation        | 57,351 | 68,6 | -8.0 |
|               | Conservateur retenir | Conservateur retenir | Swing  |      |      |

| Parti         | Parti                | Candidat             | Voix   | %    | ±     |
| ------------- | -------------------- | -------------------- | ------ | ---- | ----- |
|               | Conservateur         | Julian Amery         | 21,910 | 50,5 | -11.4 |
|               | Travailliste         | F Tonks              | 11,292 | 26,0 | -9.0  |
|               | Liberal              | K Hooper             | 9,764  | 22,5 | N/A   |
|               | Indépendant          | Harvey Holford       | 428    | 1,0  | N/A   |
| Majorité      | Majorité             | Majorité             | 10,618 | 24,5 | -2.4  |
| Participation | Participation        | Participation        | 56,982 | 76,2 | +9.7  |
|               | Conservateur retenir | Conservateur retenir | Swing  |      |       |

| Parti         | Parti                | Candidat             | Voix   | %    | ±     |
| ------------- | -------------------- | -------------------- | ------ | ---- | ----- |
|               | Conservateur         | Julian Amery         | 21,365 | 61,9 | +3.8  |
|               | Travailliste         | Francis Tonks        | 13,771 | 35,0 | -6.9  |
|               | Indépendant          | George E Thomas      | 1,205  | 3,1  | N/A   |
| Majorité      | Majorité             | Majorité             | 10,594 | 26,9 | +10.7 |
| Participation | Participation        | Participation        | 59,150 | 66,5 |       |
|               | Conservateur retenir | Conservateur retenir | Swing  |      |       |

### Élections dans les années 1960
| Parti         | Parti                | Candidat                 | Voix   | %    | ±     |
| ------------- | -------------------- | ------------------------ | ------ | ---- | ----- |
|               | Conservateur         | Julian Amery             | 17,636 | 70,5 | +12.5 |
|               | Travailliste         | Thomas Skeffington-Lodge | 4,654  | 18,6 | -23.3 |
|               | Liberal              | Nesta Wyn Ellis          | 2,711  | 10,8 | +10.8 |
| Majorité      | Majorité             | Majorité                 | 12,982 | 51,9 | +35.7 |
| Participation | Participation        | Participation            | 25,001 |      |       |
|               | Conservateur retenir | Conservateur retenir     | Swing  |      |       |

| Parti         | Parti                | Candidat             | Voix   | %    | ±     |
| ------------- | -------------------- | -------------------- | ------ | ---- | ----- |
|               | Conservateur         | William Teeling      | 22,687 | 58,1 | +4.9  |
|               | Travailliste         | Alistair Graham      | 16,333 | 41,9 | +13.7 |
| Majorité      | Majorité             | Majorité             | 6,354  | 16,2 | -8.8  |
| Participation | Participation        | Participation        | 55,532 | 70,3 | +0.3  |
|               | Conservateur retenir | Conservateur retenir | Swing  |      |       |

| Parti         | Parti                | Candidat              | Voix   | %    | ±     |
| ------------- | -------------------- | --------------------- | ------ | ---- | ----- |
|               | Conservateur         | William Teeling       | 20,998 | 53,2 | -16.8 |
|               | Travailliste         | Peter Nurse           | 11,148 | 28,2 | -1.8  |
|               | Liberal              | David Randall Sinnatt | 7,362  | 18,6 | N/A   |
| Majorité      | Majorité             | Majorité              | 9,850  | 25,0 | -15.0 |
| Participation | Participation        | Participation         | 56,391 | 70,0 |       |
|               | Conservateur retenir | Conservateur retenir  | Swing  |      |       |

### Élections dans les années 1950
| Parti         | Parti                | Candidat             | Voix   | %    | ±    |
| ------------- | -------------------- | -------------------- | ------ | ---- | ---- |
|               | Conservateur         | William Teeling      | 27,972 | 70,0 | +2.0 |
|               | Travailliste         | Reginald G White     | 11,998 | 30,0 | -2.0 |
| Majorité      | Majorité             | Majorité             | 15,974 | 40,0 | +4.0 |
| Participation | Participation        | Participation        | 39,970 | 69,8 | +2.3 |
|               | Conservateur retenir | Conservateur retenir | Swing  |      |      |

| Parti         | Parti                | Candidat             | Voix   | %    | ±    |
| ------------- | -------------------- | -------------------- | ------ | ---- | ---- |
|               | Conservateur         | William Teeling      | 27,128 | 68,0 | -0.5 |
|               | Travailliste         | Leonard Knowles      | 12,742 | 32,0 | +0.5 |
| Majorité      | Majorité             | Majorité             | 14,386 | 36,0 | -1.0 |
| Participation | Participation        | Participation        | 39,870 | 67,5 | -8.0 |
|               | Conservateur retenir | Conservateur retenir | Swing  |      |      |

| Parti         | Parti                | Candidat                | Voix   | %    | ±    |
| ------------- | -------------------- | ----------------------- | ------ | ---- | ---- |
|               | Conservateur         | William Teeling         | 29,167 | 68,5 | +6.7 |
|               | Travailliste         | Elisabeth R. Littlejohn | 13,410 | 31,5 | +3.5 |
| Majorité      | Majorité             | Majorité                | 15,757 | 37,0 | +3.4 |
| Participation | Participation        | Participation           | 42,577 | 75,5 | -3.4 |
|               | Conservateur retenir | Conservateur retenir    | Swing  |      |      |

| Parti         | Parti                                  | Candidat            | Voix   | %    | ±     |
| ------------- | -------------------------------------- | ------------------- | ------ | ---- | ----- |
|               | Conservateur                           | William Teeling     | 26,917 | 61,5 | N/A   |
|               | Travailliste                           | Leonard Knowles     | 12,264 | 28,0 | N/A   |
|               | Liberal                                | John Stewart Choate | 4,555  | 10,5 | N/A   |
| Majorité      | Majorité                               | Majorité            | 14,653 | 33,5 | N/A   |
| Participation | Participation                          | Participation       | 43,736 | 78,9 | +78.9 |
|               | Conservateur vainqueur (nouveau siège) |                     |        |      |       |

## Sources
- Résultats élections, 2005 (BBC)
- Résultats élections, 1997 – 2001 (BBC)
- Résultats élections, 1997 – 2001 (Election Demon)
- Résultats élections, 1983 – 1992 (Election Demon)
- Résultats élections, 1992 – 2005 (Guardian)
- Résultats élections, 1951 – 2001 (Keele University)
- Résultats élections partielle, 1969 (Geocities)
- F. W. S. Craig. British Parliamentary Election Results 1950–1973.  (ISBN 0-900178-07-8)